# 中外産業博覧会
中外産業博覧会（ちゅうがいさんぎょうはくらんかい）は、1928年（昭和3年）4月1日から5月20日までの40日間にわたって、大分県別府市で開催された博覧会である。

## 概要
別府市の市制施行5周年を記念して開催された博覧会である。
旧別府公園をメイン会場である第1会場、浜脇海岸の埋立地に設けられた浜脇公園を第2会場とした。第1会場には八幡地獄の湯を引いて高所から流して温泉の瀑布とし、温泉プールや療養館での治療に利用した。また、本館、温泉館、風景館、美術館、災害予防館、水族館、北海道館、満蒙館、朝鮮館、台湾館、南洋館等が設けられ、パビリオンや売店の総数は130を数えた。
共通入場料は大人50銭、小人半額。初日の来場者は1万人を記録し、期間中の合計では80万人が入場者した。
亀の井自動車による地獄めぐり遊覧バスは、この博覧会の開催に合わせて、1928年（昭和3年）1月に運行を開始している。また、別府市公会堂（1928年（昭和3年）3月28日竣工）や、浜脇高等温泉（1928年（昭和3年）6月竣工、1988年（昭和63年）取り壊し）もこの博覧会に合わせて建設されている。